# 友清光
友清 光（ともきよ ひかる、1998年11月25日 - ）は、福岡県出身の、日本の柔道家。階級は81kg級。身長172cm。血液型はB型。組み手は右組み。得意技は大外刈、背負投。

## 経歴
柔道は3歳の時に豊友館道場で始めた。曽根中学から大牟田高校へ進むと、2年の時にインターハイ73kg級に出場するも初戦で敗れた。3年の時には金鷲旗で3位に入るも、インターハイ81kg級では初戦で敗れた。2017年には国士舘大学へ進学すると、1年の時には全日本ジュニアで優勝するも、世界ジュニアでは2回戦で敗れた。2年の時には学生体重別で優勝するも、体重別団体では審判による誤審などもあって3位にとどまった。2019年のヨーロッパオープン・オディヴェーラスではシニアの国際大会初優勝を飾った。3年の時にはアジアパシフィック柔道選手権の準々決勝でカザフスタンのルスラン・ムサエフに合技で敗れるも、その後の3位決定戦でカザフスタンのディダル・ハムザを技ありで破って3位になった。ユニバーシアードでは決勝で韓国のイ・ムンジンと対戦すると、技ありを取り合った末にGSに入ってから袖釣込腰で技ありを取って合技で一本勝ちして優勝を飾った。団体戦では3位にとどまった。体重別団体では決勝の東海大学戦で引き分けるも、代表戦で73kg級の三谷大が立川新に11分45秒の戦いの末に背負投で敗れたため2位にとどまった。講道館杯では準決勝で綜合警備保障の佐々木健志を小内刈、決勝でパーク24の小原拳哉を技ありで破って優勝した。グランドスラム・大阪では準決勝で旭化成の永瀬貴規に体落で敗れると、3位決定戦ではオランダのフランク・デ・ウィットに技ありで敗れて5位に終わった。2021年4月からは日本製鉄の所属となった。体重別では初戦で佐々木に合技で敗れた。グランドスラム・バクーでは準々決勝で地元アゼルバイジャンのハシル・ジャファロフに敗れるなどして7位だった。

## 戦績
- 2016年 -　金鷲旗 3位
- 2017年 -　全日本ジュニア 優勝
- 2018年 -　オーストリアジュニア国際 3位
- 2018年 -　学生体重別 優勝
- 2018年 -　体重別団体 3位
- 2019年 -　ヨーロッパオープン・オディヴェーラス 優勝
- 2019年 - アジアパシフィック柔道選手権 3位
- 2019年 - ユニバーシアード 個人戦 優勝 団体戦 3位
- 2019年 - 体重別団体 2位
- 2019年 -　講道館杯 優勝
- 2019年 - グランドスラム・大阪 5位
- 2020年 -　講道館杯 3位
- 2021年 -　グランドスラム・バクー 7位
- 2022年 -　実業団体 2部 優勝

（出典、JudoInside.com）